# Algol-W
Algol-W é uma linguagem de programação da família de ALGOL que foi proposta por Niklaus Wirth para o cômite que planejava a linguagem ALGOL 68, destinada a substituir ALGOL 60. 
É a antecessora direta de Pascal.